# 顾朝曦
顾朝曦（1958年11月—），江苏南通人；南京大学计算机科学系毕业，原中南工业大学经济管理学院工商管理硕士，高级工程师。1979年6月加入中国共产党。曾是中国前总理朱镕基的秘书。现任中华人民共和国民政部副部长。

## 经历
中学毕业后，顾朝曦响应知识青年“上山下乡”的号召，到江苏泰兴插队劳动。高考制度恢复后，1978年考入南京大学计算机系软件专业学习；毕业后，被分配到北京大学任教；1984年进入原国家电子计算机工业管理总局工作，开启仕途。
1985年，调国务院办公厅任职；此后15年间，历任副处长、处长、副局长、局长；是朱镕基担任副总理和总理期间的秘书；期间，曾挂职担任苏州市副市长（1995年－1996年）。2000年9月，出任国家旅游局副局长；2007年5月，外放云南，任副省长，负责商贸、外事、侨务、信息产业和通信；；2012年8月，回京，出任民政部副部长。2018年1月，当选第十三届全国政协委员。